# Église Saint-Stanislas de Buffalo
L'église Saint-Stanislas (St. Stanislaus, Bishop and Martyr Church) est une église catholique située aux États-Unis à Buffalo dans l'État de New York. Elle appartient au diocèse de Buffalo et elle est dédiée à saint Stanislas, évêque et martyr.

## Historique

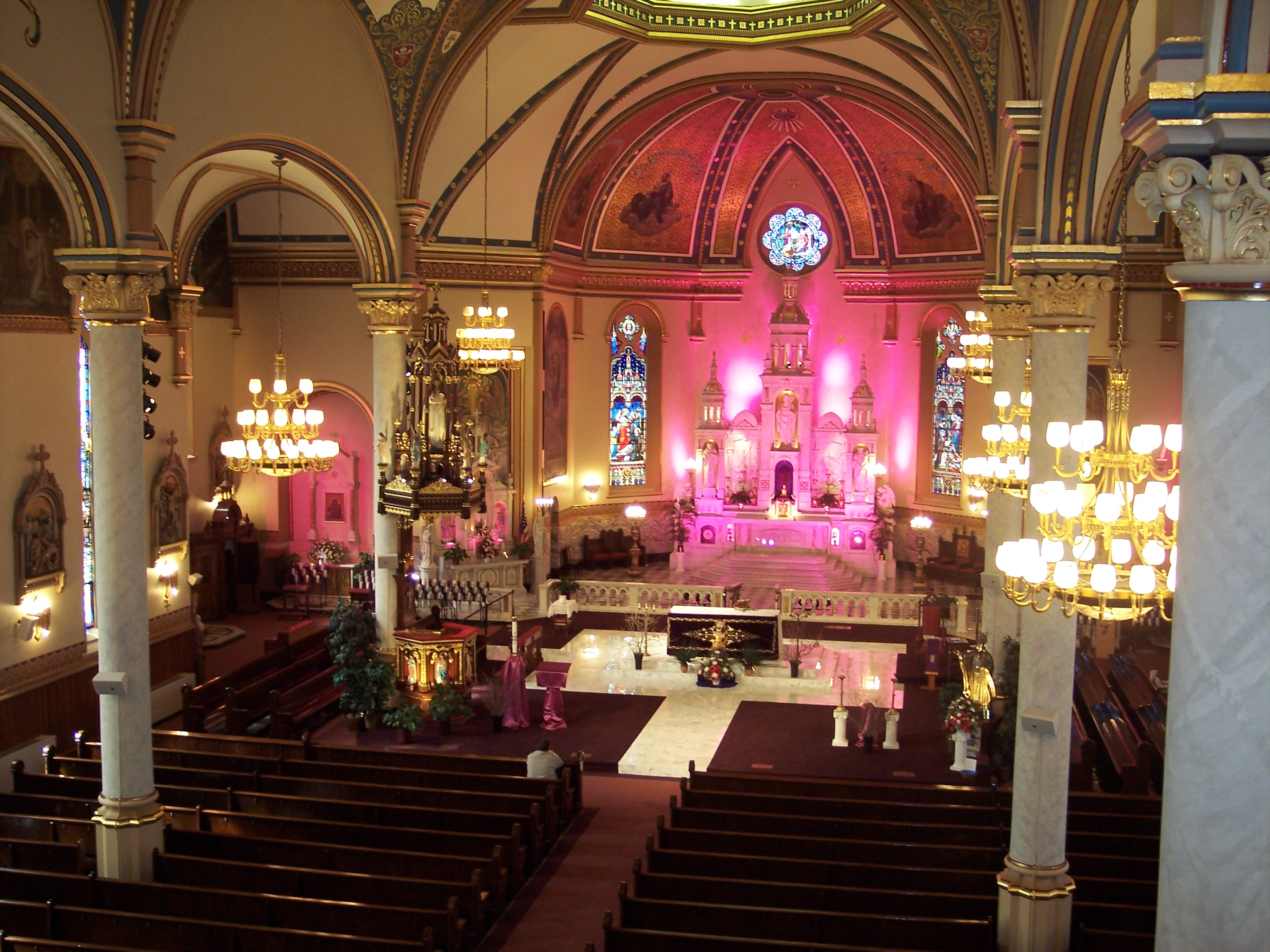
Vue de l'intérieur de l'église

Cette église néoromane avec des apports néorenaissance domine le quartier est de la ville (East Side). C'est l'église polonaise la plus ancienne du diocèse de Buffalo, car elle a été construite pour les immigrants polonais en 1882-1886 pour la paroisse fondée en 1873. C'est pour cela qu'elle est appelée la Mater Ecclesiæ Poloniæ du diocèse. En 1904, c'était la paroisse la plus importante de la ville avec vingt mille paroissiens et deux mille élèves scolarisés à l'école paroissiale. Ses hauts clochers surmontés de coupoles dans le style polonais sont achevés en 1908 et les cloches sont installées à cette date. Elle est nommée mémorial et centre culturel polonais en 2009 par Mgr Kmiec et fusionne avec la paroisse Saint-Jean-de-Kenty, à cause d'une pratique en baisse.
L'intérieur de l'église est particulièrement riche et orné dans le goût néorenaissance et néobaroque.
Des messes sont toujours célébrées en polonais en plus de l'anglais aujourd'hui.

## Dimensions
- Longueur: 58,5 m
- Largeur: 31,7 m